# Храм Святого Архистратига Михаила (Ореанда)
Храм Святого Архистратига Михаила — православный храм в посёлке Ореанда в Крыму, построенный в 2006 году у подножия горы Ай-Никола (Святого Николая) рядом с автомобильной дорогой Ялта — Севастополь. Достопримечательность Южного побережья Крыма. Храм находится в юрисдикции Ялтинского благочиния Симферопольской и Крымской епархии Русской православной церкви.

## История церкви
Церковь возведена возле места, на котором располагался древний христианский монастырь, остатки которого были найдены археологами. Идея возведения на этом месте храма во имя архистратига Михаила принадлежит ялтинской семье Михаила Карашкевича, которые вместе с другими ктиторами пожертвовали деньги на возведение храма. 21 ноября 2006 года церковь была освящена митрополитом Симферопольским и Крымским Лазарем.

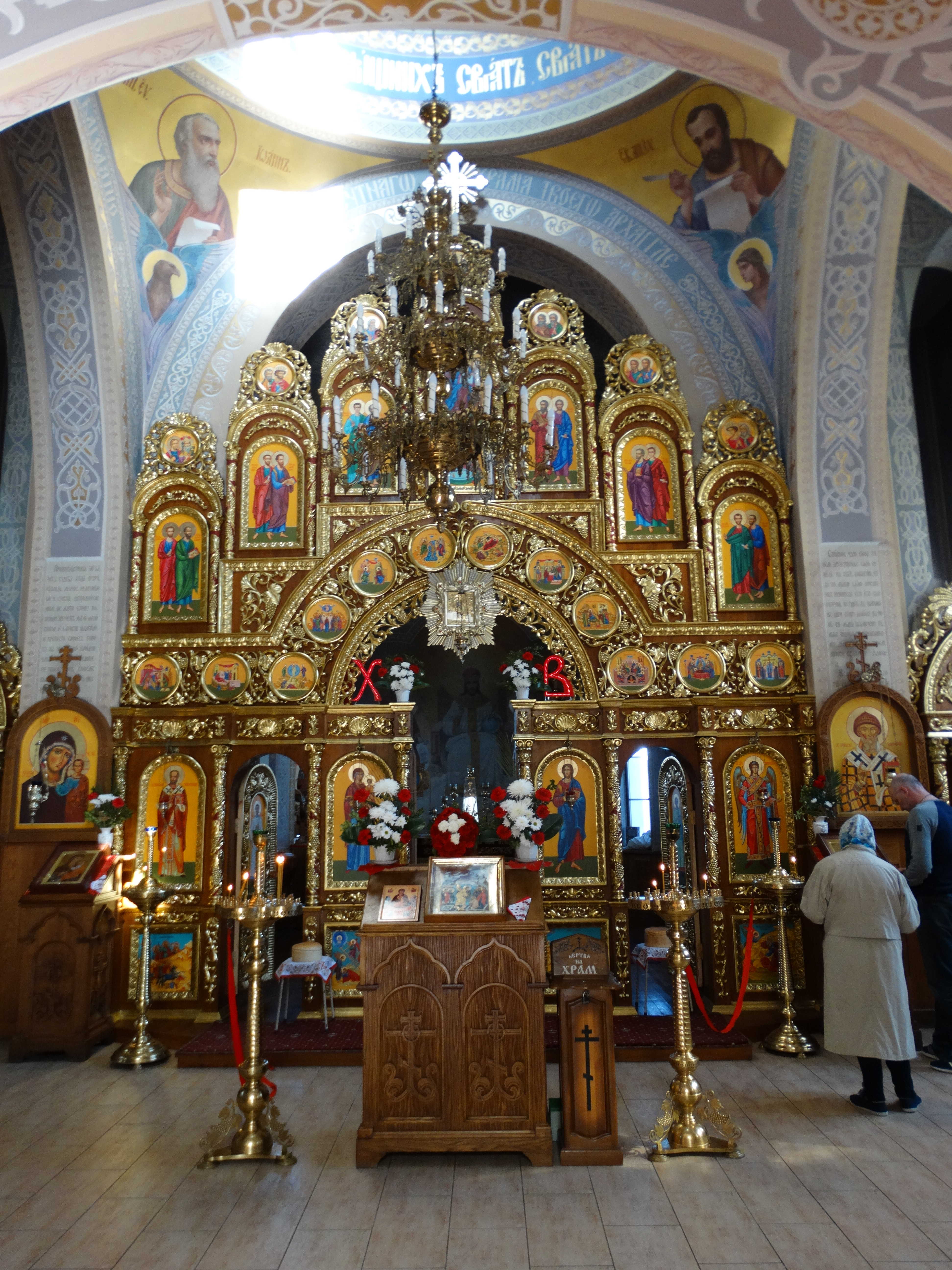
Иконостас

## Архитектурные особенности
Церковь построена по проекту известного ялтинского архитектора Вячеслава Бондаренко. Внутренний интерьер (иконостас и иконы) разрабатывали иконописцы из Западной Украины во главе с В. Гуменюком, который украшал многие церкви Западной Украины.
Горы, расположенные вокруг церкви, создают необычную акустику. Это используют священники для трансляции пения мужского церковного хора. Многократно отражаясь от скал, пение хора приобретает монументальное звучание, которое можно достичь лишь в специальных концертных залах.
|                                                                      |  |                                              |  |                                       |
| Вид на Ялту со смотровой площадки храма Святого Архистратига Михаила |  | Иконостас храма Святого Архистратига Михаила |  | Наружная мозаика «Архистратиг Михаил» |